# ファン・アルベルト・ロサス
ファン・アルベルト・ロサス（Juan Alberto Rosas、1984年11月28日 - ）は、メキシコの男性プロボクサー。ナヤリット州テピク出身。元IBF世界スーパーフライ級王者。

## 来歴
2001年3月23日、プロデビュー戦を行い初回KO勝ちで白星でデビュー戦を白星で飾った。
全勝のまま2005年10月1日、ヴァレリオ・サンチェスが持つ、メキシコフライ級王座に挑戦し、3-0(120-108、119-109)の判定勝ちを収め王座獲得に成功した。
2005年11月26日、エベラルド・モラレスと対戦し、3-0(117-111、116-112、115-113)の判定勝ちを収めメキシコフライ級王座初防衛成功とNABF北米フライ級王座獲得に成功した。
2006年12月16日、トア・バハのコリセオ・アントニオ・R・バルセロでホセ・ロペスが持つ、WBCラテンアメリカフライ級王座並びにWBAフェデセントロフライ級王座に挑戦し、0-2(114-114、2者が113-115)の判定負けを喫し、王座獲得に失敗に終わりプロ初黒星。
初黒星後3連敗を喫し、チャンスを失ったロサスはスーパーフライ級に転向。
2007年9月14日、ヴァレリオ・サンチェスが持つ、メキシコスーパーフライ級王座に挑戦。2年振りの再戦だったが3-0の判定勝ちを収め王座獲得に成功し、サンチェスとの再戦に決着を付けた。
2008年7月26日、ハリスコ州トラホムルコ・デ・スニガでロドリゴ・ゲレロとWBCアメリカ大陸スーパーフライ級王座決定戦を行い、1-2の判定負けを喫し王座獲得に失敗した。
2008年11月2日、アグアスカリエンテスのフェリア・ナシオナル・デ・サン・マルコスでフェルナンド・モンティエルと対戦し、10回0-3の判定負けを喫し再起に失敗した。
2009年3月7日、レイナルド・カジーナとWBCアメリカ大陸スーパーフライ級王座決定戦を行い、8回50秒TKO勝ちを収め王座獲得に成功した。
2009年11月13日、ネバダ州ラスベガスのマンダレイ・ベイ・ハウス・オブ・ブルースにてフェデリコ・カトゥバイとIBF世界スーパーフライ級挑戦者決定戦を行い、12回3-0(116-112、117-111、117-111)の判定勝ちを収め、シンピウェ・ノンクアイへの挑戦権獲得に成功した。
2010年7月31日、ナヤリット州テピクのパレンケ・デ・ラ・フェリアにてIBF世界スーパーフライ級王者のシンピウェ・ノンクアイに挑戦し、6回にダウンを奪うとそのままレフェリーが試合を止めて試合終了。6回1分0秒TKO勝ちを収め王座獲得に成功した。
2010年12月11日、元WBAスーパー・WBC世界スーパーフライ級王者のクリスチャン・ミハレスと対戦し、老獪なミハレスに0-3(111-117、113-115、113-116)の判定負けを喫しIBF王座の初防衛に失敗し、わずか5か月で王座から陥落した。一方ミハレスはスーパーフライ級で3冠王者になった。
2011年11月26日、シナロア州マサトランのプラザ・デ・トロスにて、フライ級で世界挑戦経験があるゾラニ・テテとロドリゴ・ゲレロが持つ、IBF世界スーパーフライ級王座挑戦権を賭けた試合に登場。敵地での試合の適正能力が高いテテの猛攻に苦しみながらもラウンドを交互に取り合う試合になった。その後テテが最終回に減点されてそのまま判定になり、2-0(2者が115-112、113-113)の僅差判定勝ちを収めゲレロへの挑戦権を獲得しリベンジの機会を得た。ロサスは最終回の減点がなければ引き分けに終わっていただけに救われる形で薄氷の勝利を勝ち取る形になった。
2012年5月19日、IBF世界スーパーフライ級王者ファン・カルロス・サンチェス・ジュニアに挑戦。3か月前にゲレロから王座を奪取したサンチェス・ジュニアに指名挑戦者として挑戦。初回にダウンを奪われるとリーチの長いサンチェス・ジュニアの老獪な戦術に苦戦。0-3(107-120、109-118、109-118)の判定負けを喫し2年振りの王座返り咲きに失敗した。
2013年10月26日、ダニエル・ロサスと対戦し、0-3(90-100、93-97、94-96)の判定負けを喫した。
2015年2月14日、ソノラ州エルモシージョのパレンケ・デ・ラ・エクスポガンでWBA世界スーパーフライ級暫定王者デビッド・サンチェスと対戦し、10回33秒TKO負けを喫し王座獲得に失敗した。
2016年4月4日、同月9日にロンドンのO2アリーナでWBA世界バンタム級王者のジェイミー・マクドネルと対戦し2階級制覇を目指す予定だったが、スパーリングで負傷した為出場出来なくなった。

## 獲得タイトル
- メキシコフライ級王座
- NABF北米フライ級王座
- メキシコスーパーフライ級王座
- WBCアメリカ大陸スーパーフライ級王座
- IBF世界スーパーフライ級王座（防衛0）